# Barbados Regiment

Emblème du Barbados Regiment.

Le Barbados Regiment (le Régiment barbadien) est la composante terrestre de la Barbados Defence Force ou BDF (la Force de défense barbadienne). Ses tâches principales sont la défense de la Barbade contre les menaces extérieures, la sécurité interne et l'assistance à la police locale pour maintenir la loi et l'ordre. Le régiment fournit également la contribution barbadienne au maintien de la paix internationale et d'autres missions. Dans sa forme actuelle, le régiment a été fondé en 1979 en même temps que la BDF en remplaçant l'ancien Barbados Regiment. Le Barbados Regiment est affilié avec le Royal Anglian Regiment (en) de la British Army. Il comprend des réguliers et des réservistes.
Le régiment barbadien a été fondé en 1902 sous le nom de Barbados Volunteer Force (force volontaire de la Barbade), composée de volontaires qui doivent assurer la défense de l'île après le départ de la garnison britannique. Ils sont impliqués à l'occasion des deux conflits mondiaux, en étant intégrés dans la South Caribbean Force et dans le Caribbean Regiment (régiment caribéen). 
En 1948, la BVF devient le Barbados Regiment et, entre 1959 et 1962, alors que la Barbade intègre la fédération des Indes occidentales, l'unité est fondue dans le 3e bataillon du West Indian Regiment, avant de redevenir une unité à part, spécifiquement barbadienne, avec l'éclatement de la fédération.
Depuis l'indépendance de l'île, le régiment a notamment participé à l'opération Urgent Fury en 1983, consistant en l'invasion de la Grenade par les Etats-Unis et ses alliés caribéens.

## Annexe